# The Ruling Passion (film 1911)
The Ruling Passion è un cortometraggio muto del 1911 diretto da D.W. Griffith. Sceneggiato da Wilfred Lucas e prodotto dalla Biograph, il film aveva come interpreti Edna Foster, lo stesso Lucas, Claire McDowell, Edwin August, Kate Bruce, John T. Dillon.

## Produzione
Il film fu prodotto dalla Biograph Company.

## Distribuzione
Distribuito dalla General Film Company, il film - un cortometraggio in una bobina - uscì nelle sale cinematografiche statunitensi il 7 agosto 1911.